# Liste des monuments historiques de la Côte-d'Or (A-L)
Pour les articles homonymes, voir Liste des monuments historiques de la Côte-d'Or.
- Haut – A
- B
- C
- D
- E
- F
- G
- H
- I
- J
- K
- L
- M
- N
- O
- P
- Q
- R
- S
- T
- U
- V
- W
- X
- Y
- Z

Cet article recense une partie des monuments historiques de la Côte-d'Or, en France.
| Monument                                                | Commune                                                                                          | Adresse                                                     | Coordonnées                                                 | Notice                                                      | Protection                                                  | Date                                                        | Illustration                                                |
| ------------------------------------------------------- | ------------------------------------------------------------------------------------------------ | ----------------------------------------------------------- | ----------------------------------------------------------- | ----------------------------------------------------------- | ----------------------------------------------------------- | ----------------------------------------------------------- | ----------------------------------------------------------- |
| Église Notre-Dame                                       | Agencourt                                                                                        |                                                             | 47° 06′ 42″ nord, 4° 58′ 24″ est                            | « PA00112050 »                                              | Classé                                                      | 1922                                                        | Église Notre-Dame                                           |
| Maison forte                                            | Agencourt                                                                                        |                                                             | 47° 07′ 40″ nord, 4° 58′ 27″ est                            | « PA00112756 »                                              | Inscrit                                                     | 1991                                                        | Image manquante Téléverser                                  |
| Église Saint-Pierre-Saint-Paul                          | Aignay-le-Duc                                                                                    |                                                             | 47° 39′ 55″ nord, 4° 43′ 58″ est                            | « PA00112051 »                                              | Classé                                                      | 1862                                                        | Église Saint-Pierre-Saint-Paul                              |
| Ferme aux escaliers                                     | Aiserey                                                                                          | 12 rue du Jura                                              | 47° 10′ 15″ nord, 5° 09′ 55″ est                            | « PA00132540 »                                              | Inscrit                                                     | 1994                                                        | Image manquante Téléverser                                  |
| Château de Tavannes                                     | Aisey-sur-Seine                                                                                  |                                                             | 47° 45′ 01″ nord, 4° 34′ 56″ est                            | « PA00112052 »                                              | Inscrit                                                     | 1988                                                        | Château de Tavannes                                         |
| Chapelle médiévale                                      | Alise-Sainte-Reine                                                                               | 15 rue de l'Hôpital                                         | 47° 32′ 14″ nord, 4° 29′ 14″ est                            | « PA21000060 »                                              | Inscrit                                                     | 18 avril 2012                                               | Chapelle médiévale                                          |
| Croix d'Alise-Sainte-Reine                              | Alise-Sainte-Reine                                                                               | Rue du Palais                                               | 47° 32′ 13″ nord, 4° 29′ 42″ est                            | « PA00112054 »                                              | Classé                                                      | 1911                                                        | Croix d'Alise-Sainte-Reine                                  |
| Croix-Piroir                                            | Alise-Sainte-Reine                                                                               | La Croix-Piroir Rue du Palais                               | 47° 32′ 04″ nord, 4° 29′ 48″ est                            | « PA00112055 »                                              | Classé                                                      | 1911                                                        | Image manquante Téléverser                                  |
| Hôpital Sainte-Reine                                    | Alise-Sainte-Reine                                                                               |                                                             | 47° 32′ 16″ nord, 4° 29′ 10″ est                            | « PA00112056 »                                              | Inscrit Classé                                              | 1976                                                        | Hôpital Sainte-Reine                                        |
| Site archéologique d'Alésia                             | Alise-Sainte-Reine                                                                               |                                                             | 47° 32′ 20″ nord, 4° 30′ 07″ est                            | « PA00112053 »                                              | Classé Inscrit                                              | 1908 1914 1924 1925 1953 1992                               | Site archéologique d'Alésia                                 |
| Monument de Vercingétorix                               | Alise-Sainte-Reine                                                                               |                                                             | 47° 32′ 19″ nord, 4° 29′ 26″ est                            | « PA21000061 »                                              | Inscrit                                                     | 17 janvier 2014                                             | Monument de Vercingétorix                                   |
| Château Corton C.                                       | Aloxe-Corton                                                                                     |                                                             | 47° 04′ 00″ nord, 4° 51′ 38″ est                            | « PA21000090 »                                              | Inscrit                                                     | 2017                                                        | Château Corton C.                                           |
| Forges                                                  | Ampilly-le-Sec                                                                                   |                                                             | 47° 48′ 49″ nord, 4° 32′ 25″ est                            | « PA00112057 »                                              | Inscrit                                                     | 1986                                                        | Forges                                                      |
| Château d'Arcelot                                       | Arceau                                                                                           |                                                             | 47° 22′ 08″ nord, 5° 11′ 35″ est                            | « PA00112059 »                                              | Inscrit                                                     | 1948 1999                                                   | Château d'Arcelot                                           |
| Église Saint-Pierre                                     | Arceau                                                                                           |                                                             | 47° 23′ 09″ nord, 5° 11′ 25″ est                            | « PA00112060 »                                              | Inscrit                                                     | 1925                                                        | Église Saint-Pierre                                         |
| Église de Assomption                                    | Arconcey                                                                                         |                                                             | 47° 13′ 09″ nord, 4° 27′ 18″ est                            | « PA00112061 »                                              | Inscrit                                                     | 1925                                                        | Église de Assomption                                        |
| Église                                                  | Argilly                                                                                          |                                                             | 47° 04′ 09″ nord, 5° 00′ 42″ est                            | « PA00112062 »                                              | Inscrit                                                     | 1927                                                        | Église                                                      |
| Château d'Arnay le Duc                                  | Arnay-le-Duc                                                                                     |                                                             | 47° 07′ 47″ nord, 4° 29′ 07″ est                            | « PA00112063 »                                              | Inscrit                                                     | 1926                                                        | Château d'Arnay le Duc                                      |
| Hospice Saint-Pierre                                    | Arnay-le-Duc                                                                                     | Rue Saint-Jacques                                           | 47° 08′ 04″ nord, 4° 29′ 09″ est                            | « PA00112064 »                                              | Inscrit                                                     | 1981                                                        | Hospice Saint-Pierre                                        |
| Maison                                                  | Arnay-le-Duc                                                                                     | 24 rue Saint-Honoré                                         | 47° 07′ 46″ nord, 4° 29′ 10″ est                            | « PA21000016 »                                              | Inscrit                                                     | 1999                                                        | Maison                                                      |
| Maison                                                  | Arnay-le-Duc                                                                                     | 6 place Bonaventure des Périers                             | 47° 07′ 51″ nord, 4° 29′ 12″ est                            | « PA00112065 »                                              | Inscrit                                                     | 1926                                                        | Maison                                                      |
| Maison Maugars                                          | Arnay-le-Duc                                                                                     | 12 rue du Collège                                           | 47° 07′ 51″ nord, 4° 29′ 12″ est                            | « PA00112066 »                                              | Inscrit                                                     | 1929                                                        | Image manquante Téléverser                                  |
| Prieuré                                                 | Arnay-le-Duc                                                                                     |                                                             | 47° 07′ 53″ nord, 4° 29′ 09″ est                            | « PA00112067 »                                              | Classé                                                      | 1875                                                        | Prieuré                                                     |
| Château fort d'Arnay-le-Duc                             | Arnay-le-Duc                                                                                     |                                                             | 47° 07′ 54″ nord, 4° 29′ 10″ est                            | « PA00112068 »                                              | Classé                                                      | 1921                                                        | Château fort d'Arnay-le-Duc                                 |
| Cimetière d'Asnières-lès-Dijon                          | Asnières-lès-Dijon                                                                               | Chemin de la Cendine                                        | 47° 23′ 01″ nord, 5° 02′ 41″ est                            | « PA00112069 »                                              | Inscrit                                                     | 1970                                                        | Cimetière d'Asnières-lès-Dijon                              |
| Fort Brûlé                                              | Asnières-lès-Dijon également sur Norges-la-Ville                                                 |                                                             | 47° 23′ 41″ nord, 5° 03′ 05″ est                            | « PA21000033 »                                              | Inscrit                                                     | 2006                                                        | Fort Brûlé                                                  |
| Château de Rochefort                                    | Asnières-en-Montagne                                                                             |                                                             | 47° 42′ 54″ nord, 4° 15′ 38″ est                            | « PA00112070 »                                              | Classé                                                      | 1974                                                        | Château de Rochefort                                        |
| Croix                                                   | Asnières-en-Montagne                                                                             |                                                             | 47° 43′ 05″ nord, 4° 16′ 26″ est                            | « PA00112071 »                                              | Classé                                                      | 1931                                                        | Croix                                                       |
| Église Saint-Pierre                                     | Asnières-en-Montagne                                                                             |                                                             | 47° 43′ 05″ nord, 4° 16′ 25″ est                            | « PA00112072 »                                              | Inscrit                                                     | 1976                                                        | Église Saint-Pierre                                         |
| Croix de cimetière                                      | Athie                                                                                            |                                                             | 47° 33′ 45″ nord, 4° 15′ 14″ est                            | « PA00112073 »                                              | Classé                                                      | 1925                                                        | Croix de cimetière                                          |
| Bornes de la forêt de Crépey                            | Aubaine                                                                                          | Sises sur 9 parcelles                                       | à géolocaliser                                              | « PA21000068 »                                              | Inscrit                                                     | 27 septembre 2012                                           | Image manquante Téléverser                                  |
| Croix                                                   | Aubigny-lès-Sombernon                                                                            |                                                             | 47° 18′ 21″ nord, 4° 38′ 23″ est                            | « PA00112074 »                                              | Classé                                                      | 1991                                                        | Croix                                                       |
| Église Saint-Valentin-de-Rome                           | Autricourt                                                                                       |                                                             | 47° 59′ 52″ nord, 4° 37′ 14″ est                            | « PA00112075 »                                              | Classé                                                      | 1914                                                        | Église Saint-Valentin-de-Rome                               |
| Église Sainte-Madeleine                                 | Auvillars-sur-Saône                                                                              |                                                             | 47° 03′ 38″ nord, 5° 06′ 16″ est                            | « PA00112076 »                                              | Classé Inscrit                                              | 1912 1925                                                   | Église Sainte-Madeleine                                     |
| Cimetière d'Auxey-Duresses                              | Auxey-Duresses                                                                                   |                                                             | 46° 59′ 10″ nord, 4° 44′ 50″ est                            | « PA00112077 »                                              | Inscrit                                                     | 1927                                                        | Cimetière d'Auxey-Duresses                                  |
| Croix de cimetière                                      | Auxey-Duresses                                                                                   |                                                             | 46° 59′ 10″ nord, 4° 44′ 50″ est                            | « PA00112078 »                                              | Classé                                                      | 1925                                                        | Image manquante Téléverser                                  |
| Église Saint-Martin                                     | Auxey-Duresses                                                                                   |                                                             | 46° 59′ 10″ nord, 4° 44′ 46″ est                            | « PA00112079 »                                              | Inscrit                                                     | 1927                                                        | Église Saint-Martin                                         |
| Église Saint-Symphorien                                 | Auxey-Duresses                                                                                   |                                                             | 46° 59′ 19″ nord, 4° 44′ 15″ est                            | « PA00112080 »                                              | Inscrit                                                     | 1979                                                        | Église Saint-Symphorien                                     |
| Arsenal d'Auxonne                                       | Auxonne                                                                                          |                                                             | 47° 11′ 42″ nord, 5° 23′ 14″ est                            | « PA00112081 »                                              | Inscrit                                                     | 1968                                                        | Arsenal d'Auxonne                                           |
| Château d'Auxonne                                       | Auxonne                                                                                          |                                                             | 47° 11′ 30″ nord, 5° 23′ 00″ est                            | « PA00112082 »                                              | Inscrit                                                     | 1926                                                        | Château d'Auxonne                                           |
| Église Notre-Dame                                       | Auxonne                                                                                          |                                                             | 47° 11′ 38″ nord, 5° 23′ 17″ est                            | « PA00112083 »                                              | Classé                                                      | 1907                                                        | Église Notre-Dame                                           |
| Halles                                                  | Auxonne                                                                                          |                                                             | 47° 11′ 43″ nord, 5° 23′ 15″ est                            | « PA00112084 »                                              | Inscrit                                                     | 1925                                                        | Halles                                                      |
| Hôtel Jean de la Croix                                  | Auxonne                                                                                          | 2bis rue Carnot                                             | 47° 11′ 41″ nord, 5° 23′ 19″ est                            | « PA00112085 »                                              | Inscrit                                                     | 1988                                                        | Image manquante Téléverser                                  |
| Maison du Bourg                                         | Auxonne                                                                                          | 6 rue du Bourg                                              | 47° 11′ 36″ nord, 5° 23′ 12″ est                            | « PA00112087 »                                              | Inscrit                                                     | 1934                                                        | Image manquante Téléverser                                  |
| Maison en pans de bois et briques                       | Auxonne                                                                                          | 31 place d'Armes                                            | 47° 11′ 37″ nord, 5° 23′ 17″ est                            | « PA00112086 »                                              | Inscrit                                                     | 1950                                                        | Maison en pans de bois et briques                           |
| Porte Comté                                             | Auxonne                                                                                          |                                                             | 47° 11′ 34″ nord, 5° 23′ 25″ est                            | « PA00112088 »                                              | Inscrit                                                     | 1925                                                        | Porte Comté                                                 |
| Porte Royale                                            | Auxonne                                                                                          | Boulevard du Premier Rad et de Gembloux                     | 47° 11′ 42″ nord, 5° 23′ 27″ est                            | « PA00112089 »                                              | Classé                                                      | 1939                                                        | Porte Royale                                                |
| Chapelle de Barain                                      | Avosnes                                                                                          |                                                             | 47° 22′ 26″ nord, 4° 37′ 43″ est                            | « PA00112090 »                                              | Classé                                                      | 2000                                                        | Chapelle de Barain                                          |
| Château fort d'Avosnes                                  | Avosnes                                                                                          |                                                             | 47° 21′ 42″ nord, 4° 38′ 24″ est                            | « PA00112091 »                                              | Inscrit                                                     | 1971                                                        | Château fort d'Avosnes                                      |
| Église de la Nativité                                   | Bagnot                                                                                           |                                                             | 47° 03′ 35″ nord, 5° 04′ 30″ est                            | « PA00112092 »                                              | Classé Inscrit                                              | 1902 1908 2001                                              | Église de la Nativité                                       |
| Croix                                                   | Baigneux-les-Juifs                                                                               |                                                             | 47° 36′ 01″ nord, 4° 38′ 59″ est                            | « PA00112093 »                                              | Classé                                                      | 1927                                                        | Croix                                                       |
| Église Sainte-Madeleine                                 | Baigneux-les-Juifs                                                                               |                                                             | 47° 36′ 03″ nord, 4° 39′ 03″ est                            | « PA00112094 »                                              | Inscrit                                                     | 1947                                                        | Église Sainte-Madeleine                                     |
| Château de Barbirey                                     | Barbirey-sur-Ouche                                                                               |                                                             | 47° 15′ 09″ nord, 4° 45′ 18″ est                            | « PA21000032 »                                              | Inscrit                                                     | 2005                                                        | Château de Barbirey                                         |
| Église Saint-Jean-Evangeliste                           | Bard-le-Régulier                                                                                 |                                                             | 47° 08′ 40″ nord, 4° 18′ 57″ est                            | « PA00112096 »                                              | Classé                                                      | 1907                                                        | Église Saint-Jean-Evangeliste                               |
| Croix                                                   | Barjon                                                                                           |                                                             | 47° 36′ 40″ nord, 4° 57′ 29″ est                            | « PA00112095 »                                              | Inscrit                                                     | 1929                                                        | Image manquante Téléverser                                  |
| Fontaine                                                | Baulme-la-Roche                                                                                  | Rue Landel                                                  | 47° 20′ 49″ nord, 4° 47′ 55″ est                            | « PA00112097 »                                              | Classé                                                      | 1981                                                        | Fontaine                                                    |
| Prieuré                                                 | Baulme-la-Roche                                                                                  |                                                             | 47° 20′ 48″ nord, 4° 47′ 54″ est                            | « PA21000008 »                                              | Inscrit                                                     | 1997                                                        | Prieuré                                                     |
|                                                         | Beaune                                                                                           | Voir liste des monuments historiques de Beaune              | Voir liste des monuments historiques de Beaune              | Voir liste des monuments historiques de Beaune              | Voir liste des monuments historiques de Beaune              | Voir liste des monuments historiques de Beaune              | Voir liste des monuments historiques de Beaune              |
| Château de Beaumont-sur-Vingeanne                       | Beaumont-sur-Vingeanne                                                                           | Rue de Richebourg                                           | 47° 27′ 41″ nord, 5° 21′ 54″ est                            | « PA00112098 »                                              | Classé                                                      | 1948                                                        | Château de Beaumont-sur-Vingeanne                           |
| Château de Beire-le-Châtel                              | Beire-le-Châtel                                                                                  |                                                             | 47° 24′ 47″ nord, 5° 12′ 08″ est                            | « PA00112131 »                                              | Inscrit                                                     | 1977                                                        | Château de Beire-le-Châtel                                  |
| Château de Belan-sur-Ource                              | Belan-sur-Ource                                                                                  |                                                             | 47° 56′ 28″ nord, 4° 39′ 15″ est                            | « PA00112758 »                                              | Inscrit                                                     | 1991                                                        | Château de Belan-sur-Ource                                  |
| Église                                                  | Belan-sur-Ource                                                                                  |                                                             | 47° 56′ 36″ nord, 4° 39′ 08″ est                            | « PA00112132 »                                              | Inscrit                                                     | 1927                                                        | Église                                                      |
| Croix de cimetière                                      | Bellenod-sur-Seine                                                                               |                                                             | 47° 41′ 53″ nord, 4° 38′ 39″ est                            | « PA00112134 »                                              | Classé                                                      | 1924                                                        | Croix de cimetière                                          |
| Église                                                  | Bellenot-sous-Pouilly                                                                            |                                                             | 47° 17′ 01″ nord, 4° 32′ 35″ est                            | « PA00112133 »                                              | Inscrit                                                     | 1925                                                        | Église                                                      |
| Fontaine gallo-romaine                                  | Beurey-Bauguay                                                                                   | Rue de l'Église                                             | 47° 13′ 54″ nord, 4° 25′ 26″ est                            | « PA00112135 »                                              | Classé                                                      | 1924                                                        | Image manquante Téléverser                                  |
| Abbaye Saint-Pierre                                     | Bèze                                                                                             |                                                             | 47° 28′ 02″ nord, 5° 16′ 20″ est                            | « PA21000055 »                                              | Inscrit                                                     | 2010                                                        | Abbaye Saint-Pierre                                         |
| Maison                                                  | Bèze                                                                                             | 5 place de Verdun                                           | 47° 28′ 01″ nord, 5° 16′ 11″ est                            | « PA00112136 »                                              | Classé                                                      | 1914                                                        | Maison                                                      |
| Maison                                                  | Bèze                                                                                             | 4 place de Verdun                                           | 47° 28′ 01″ nord, 5° 16′ 12″ est                            | « PA00112137 »                                              | Classé                                                      | 1914                                                        | Maison                                                      |
| Église Saint-Martin                                     | Bézouotte                                                                                        |                                                             | 47° 22′ 59″ nord, 5° 20′ 05″ est                            | « PA00112138 »                                              | Classé Inscrit                                              | 1921 1972                                                   | Église Saint-Martin                                         |
| Château de Bierre-lès-Semur                             | Bierre-lès-Semur                                                                                 |                                                             | 47° 25′ 22″ nord, 4° 17′ 58″ est                            | « PA00112139 »                                              | Inscrit                                                     | 1946                                                        | Image manquante Téléverser                                  |
| Église Saint-Léonard                                    | Bierre-lès-Semur                                                                                 |                                                             | 47° 25′ 13″ nord, 4° 18′ 02″ est                            | « PA00112140 »                                              | Inscrit                                                     | 1987                                                        | Église Saint-Léonard                                        |
| Église Saint-Denis                                      | Binges                                                                                           |                                                             | 47° 19′ 45″ nord, 5° 16′ 15″ est                            | « PA00112141 »                                              | Inscrit                                                     | 1950                                                        | Église Saint-Denis                                          |
| Chapelle de Layer                                       | Bissey-la-Côte                                                                                   |                                                             | 47° 53′ 33″ nord, 4° 41′ 03″ est                            | « PA00112142 »                                              | Inscrit                                                     | 1976                                                        | Chapelle de Layer                                           |
| Château de Blagny-sur-Vingeanne                         | Blagny-sur-Vingeanne                                                                             |                                                             | 47° 26′ 14″ nord, 5° 22′ 10″ est                            | « PA00112143 »                                              | Inscrit                                                     | 1988                                                        | Château de Blagny-sur-Vingeanne                             |
| Château de Blancey                                      | Blancey                                                                                          |                                                             | 47° 18′ 13″ nord, 4° 27′ 42″ est                            | « PA00112144 »                                              | Inscrit                                                     | 1988                                                        | Image manquante Téléverser                                  |
| Église Saint-Symphorien                                 | Blancey                                                                                          |                                                             | 47° 18′ 18″ nord, 4° 28′ 05″ est                            | « PA00112145 »                                              | Inscrit                                                     | 1927                                                        | Église Saint-Symphorien                                     |
| Église Saint-Baldoux                                    | Bligny-lès-Beaune                                                                                |                                                             | 46° 59′ 08″ nord, 4° 49′ 28″ est                            | « PA00112147 »                                              | Inscrit                                                     | 1927                                                        | Église Saint-Baldoux                                        |
| Église                                                  | Bligny-sur-Ouche                                                                                 |                                                             | 47° 06′ 09″ nord, 4° 40′ 21″ est                            | « PA00112148 »                                              | Inscrit                                                     | 1925                                                        | Église                                                      |
| Croix                                                   | Bligny-le-Sec                                                                                    | Place de Église                                             | 47° 26′ 39″ nord, 4° 44′ 32″ est                            | « PA00112146 »                                              | Inscrit                                                     | 1926                                                        | Croix                                                       |
| Château de la Berchère                                  | Boncourt-le-Bois                                                                                 | La Berchère                                                 | 47° 08′ 26″ nord, 4° 58′ 39″ est                            | « PA00112149 »                                              | Inscrit                                                     | 1946 1999                                                   | Image manquante Téléverser                                  |
| Abbaye Sainte-Marguerite                                | Bouilland                                                                                        |                                                             | 47° 07′ 10″ nord, 4° 46′ 00″ est                            | « PA00112150 »                                              | Inscrit                                                     | 1970                                                        | Abbaye Sainte-Marguerite                                    |
| Église                                                  | Boussenois                                                                                       |                                                             | 47° 37′ 52″ nord, 5° 12′ 41″ est                            | « PA00112151 »                                              | Inscrit                                                     | 1927                                                        | Image manquante Téléverser                                  |
| Château de Bouzot                                       | Boux-sous-Salmaise                                                                               | Bouzot                                                      | 47° 28′ 07″ nord, 4° 38′ 26″ est                            | « PA00112152 »                                              | Inscrit                                                     | 1970                                                        | Château de Bouzot                                           |
| Église Saint-Sulpice                                    | Boux-sous-Salmaise                                                                               |                                                             | 47° 28′ 23″ nord, 4° 38′ 13″ est                            | « PA00112153 »                                              | Inscrit                                                     | 1947                                                        | Église Saint-Sulpice                                        |
| Camp du Châtelet                                        | Bouze-lès-Beaune                                                                                 |                                                             | 47° 03′ 05″ nord, 4° 45′ 19″ est                            | « PA00112154 »                                              | Classé                                                      | 1922                                                        | Image manquante Téléverser                                  |
| Roche du Pas-de-Saint-Martin                            | Bouze-lès-Beaune                                                                                 |                                                             | 47° 03′ 06″ nord, 4° 45′ 17″ est                            | « PA00112155 »                                              | Classé                                                      | 1912                                                        | Image manquante Téléverser                                  |
| Tumulus de Croconnet                                    | Bouze-lès-Beaune                                                                                 |                                                             | 47° 03′ 27″ nord, 4° 45′ 35″ est                            | « PA00112156 »                                              | Classé                                                      | 1912                                                        | Image manquante Téléverser                                  |
| Chapelle Saint-Claude                                   | Brain                                                                                            |                                                             | 47° 27′ 48″ nord, 4° 30′ 24″ est                            | « PA00112157 »                                              | Classé                                                      | 1939                                                        | Chapelle Saint-Claude                                       |
| Château de Brazey-en-Morvan                             | Brazey-en-Morvan                                                                                 |                                                             | 47° 10′ 40″ nord, 4° 17′ 25″ est                            | « PA00112158 »                                              | Inscrit                                                     | 1976                                                        | Image manquante Téléverser                                  |
| Château du Mesnil                                       | Brazey-en-Plaine                                                                                 | 3 rue de Verdun                                             | 47° 08′ 03″ nord, 5° 13′ 00″ est                            | « PA21000045 »                                              | Inscrit                                                     | 2006                                                        | Château du Mesnil                                           |
| Église Saint-Rémy                                       | Brazey-en-Plaine                                                                                 |                                                             | 47° 08′ 03″ nord, 5° 12′ 55″ est                            | « PA00112763 »                                              | Classé                                                      | 1995                                                        | Église Saint-Rémy                                           |
| Château de Rocheprise                                   | Brémur-et-Vaurois                                                                                |                                                             | 47° 43′ 59″ nord, 4° 36′ 12″ est                            | « PA00112159 »                                              | Inscrit                                                     | 1975                                                        | Image manquante Téléverser                                  |
| Château de Bressey-sur-Tille                            | Bressey-sur-Tille                                                                                |                                                             | 47° 18′ 39″ nord, 5° 11′ 01″ est                            | « PA00112746 »                                              | Classé                                                      | 1992                                                        | Château de Bressey-sur-Tille                                |
| Château de Bretenière                                   | Bretenière                                                                                       |                                                             | 47° 14′ 11″ nord, 5° 07′ 02″ est                            | « PA21000001 »                                              | Inscrit                                                     | 1996                                                        | Image manquante Téléverser                                  |
| Croix                                                   | Brianny                                                                                          | Rue de la Martolle                                          | 47° 24′ 40″ nord, 4° 22′ 26″ est                            | « PA00112160 »                                              | Inscrit                                                     | 1927                                                        | Croix                                                       |
| Église Saint-Hippolyte                                  | Brion-sur-Ource                                                                                  |                                                             | 47° 54′ 58″ nord, 4° 39′ 40″ est                            | « PA00112161 »                                              | Inscrit                                                     | 1988                                                        | Église Saint-Hippolyte                                      |
| Château de Brochon                                      | Brochon                                                                                          |                                                             | 47° 14′ 18″ nord, 4° 58′ 23″ est                            | « PA00112162 »                                              | Inscrit Classé                                              | 1975 1984                                                   | Château de Brochon                                          |
| Église Saint-André                                      | Broin                                                                                            | Route de Bonnencontre                                       | 47° 04′ 42″ nord, 5° 06′ 47″ est                            | « PA00112163 »                                              | Inscrit                                                     | 1976                                                        | Église Saint-André                                          |
| Château de Broindon                                     | Broindon                                                                                         | Rue de la Mairie                                            | 47° 11′ 54″ nord, 5° 02′ 39″ est                            | « PA00135218 »                                              | Inscrit Classé                                              | 1994 1995                                                   | Image manquante Téléverser                                  |
| Forges                                                  | Buffon                                                                                           |                                                             | 47° 38′ 59″ nord, 4° 15′ 39″ est                            | « PA00112164 »                                              | Classé                                                      | 1943 1985                                                   | Forges                                                      |
| Bornes de la forêt de Châtillon                         | Buncey (également sur Maisey-le-Duc, Nod-sur-Seine, Saint-Germain-le-Rocheux et Villiers-le-Duc) | Parcelles L2, L22 et L37                                    | à géolocaliser                                              | « PA21000063 »                                              | Inscrit                                                     | 27 novembre 2012                                            | Image manquante Téléverser                                  |
| Chapelle Saint-Renobert                                 | Bure-les-Templiers                                                                               | Romprey                                                     | 47° 42′ 38″ nord, 4° 54′ 14″ est                            | « PA21000002 »                                              | Inscrit                                                     | 1996                                                        | Image manquante Téléverser                                  |
| Église Saint-Julien                                     | Bure-les-Templiers                                                                               |                                                             | 47° 44′ 18″ nord, 4° 53′ 38″ est                            | « PA00112165 »                                              | Inscrit                                                     | 1927                                                        | Église Saint-Julien                                         |
| Église Saint-Ambroise                                   | Busserotte-et-Montenaille                                                                        |                                                             | 47° 39′ 49″ nord, 4° 58′ 36″ est                            | « PA00112166 »                                              | Inscrit                                                     | 1947                                                        | Église Saint-Ambroise                                       |
| Abbaye de la Bussière                                   | La Bussière-sur-Ouche                                                                            |                                                             | 47° 13′ 01″ nord, 4° 43′ 12″ est                            | « PA00112167 »                                              | Inscrit Classé Inscrit                                      | 1966 1981                                                   | Abbaye de la Bussière                                       |
| Croix et grange dîmière de Oizerolle                    | La Bussière-sur-Ouche                                                                            | L'Oizerolle                                                 | 47° 15′ 27″ nord, 4° 41′ 09″ est                            | « PA00112168 »                                              | Inscrit                                                     | 1988                                                        | Image manquante Téléverser                                  |
| Château de Bussy-la-Pesle                               | Bussy-la-Pesle                                                                                   | 20 rue de l’ Eglise                                         | 47° 22′ 11″ nord, 4° 42′ 21″ est                            | « PA21000106 »                                              | Inscrit                                                     | 2021                                                        | Château de Bussy-la-Pesle                                   |
| Château de Bussy-Rabutin                                | Bussy-le-Grand                                                                                   |                                                             | 47° 33′ 41″ nord, 4° 31′ 25″ est                            | « PA00112169 »                                              | Classé                                                      | 1862 2005                                                   | Château de Bussy-Rabutin                                    |
| Église Saint-Antonin                                    | Bussy-le-Grand                                                                                   |                                                             | 47° 34′ 26″ nord, 4° 31′ 08″ est                            | « PA00112170 »                                              | Classé                                                      | 1915 1931                                                   | Église Saint-Antonin                                        |
| Maison Lang                                             | Bussy-le-Grand                                                                                   | Rue de l'Église                                             | 47° 34′ 25″ nord, 4° 31′ 10″ est                            | « PA00132541 »                                              | Inscrit                                                     | 1994                                                        | Image manquante Téléverser                                  |
| Église                                                  | Cessey-sur-Tille                                                                                 | Rue de la Louve                                             | 47° 16′ 48″ nord, 5° 13′ 21″ est                            | « PA00112171 »                                              | Inscrit                                                     | 1974                                                        | Église                                                      |
| Château de Chailly-sur-Armançon                         | Chailly-sur-Armançon                                                                             |                                                             | 47° 16′ 21″ nord, 4° 29′ 22″ est                            | « PA00112172 »                                              | Classé                                                      | 1930                                                        | Château de Chailly-sur-Armançon                             |
| Croix                                                   | Chailly-sur-Armançon                                                                             | Rue du Champ de Foire                                       | 47° 16′ 27″ nord, 4° 29′ 14″ est                            | « PA00112173 »                                              | Inscrit                                                     | 1925                                                        | Croix                                                       |
| Menhir du Cheval gris                                   | Chambain                                                                                         |                                                             | 47° 48′ 40″ nord, 4° 54′ 04″ est                            | « PA00112174 »                                              | Classé                                                      | 1923                                                        | Menhir du Cheval gris                                       |
| Église Sainte-Barbe-et-Saint-Sébastien                  | Chambolle-Musigny                                                                                | Rue de l'Église                                             | 47° 11′ 06″ nord, 4° 57′ 05″ est                            | « PA00112175 »                                              | Classé Inscrit                                              | 1896 1928                                                   | Église Sainte-Barbe-et-Saint-Sébastien                      |
| Château d'Etrebonne                                     | Champagne-sur-Vingeanne                                                                          |                                                             | 47° 26′ 41″ nord, 5° 23′ 20″ est                            | « PA21000097 »                                              | Inscrit                                                     | 2019                                                        | Image manquante Téléverser                                  |
| Église                                                  | Champagne-sur-Vingeanne                                                                          |                                                             | 47° 26′ 49″ nord, 5° 23′ 33″ est                            | « PA00112176 »                                              | Inscrit                                                     | 1925                                                        | Église                                                      |
| Maison de Chanceaux                                     | Chanceaux                                                                                        | 34 Grande rue                                               | 47° 31′ 13″ nord, 4° 43′ 04″ est                            | « PA00112178 »                                              | Inscrit                                                     | 1926                                                        | Maison de Chanceaux                                         |
| Croix                                                   | Charigny                                                                                         |                                                             | 47° 25′ 50″ nord, 4° 25′ 28″ est                            | « PA00112179 »                                              | Inscrit                                                     | 1929                                                        | Croix                                                       |
| Château de Charny                                       | Charny                                                                                           |                                                             | 47° 20′ 17″ nord, 4° 25′ 40″ est                            | « PA00112180 »                                              | Classé                                                      | 1924                                                        | Image manquante Téléverser                                  |
| Croix                                                   | Charny                                                                                           | Route de Thorey                                             | 47° 20′ 03″ nord, 4° 25′ 49″ est                            | « PA00112181 »                                              | Classé                                                      | 1922                                                        | Image manquante Téléverser                                  |
| Croix                                                   | Charrey-sur-Seine                                                                                | Rue de la Croix Percée                                      | 47° 56′ 35″ nord, 4° 30′ 53″ est                            | « PA00112182 »                                              | Inscrit                                                     | 1925                                                        | Image manquante Téléverser                                  |
| château de Châteauneuf                                  | Châteauneuf                                                                                      |                                                             | 47° 13′ 03″ nord, 4° 38′ 24″ est                            | « PA00112183 »                                              | Classé                                                      | 1894                                                        | château de Châteauneuf                                      |
| Échoppe de potier d'étain                               | Châteauneuf                                                                                      | Grande-Rue                                                  | 47° 13′ 09″ nord, 4° 38′ 24″ est                            | « PA00112185 »                                              | Inscrit                                                     | 1970                                                        | Échoppe de potier d'étain                                   |
| Maison du Mouton                                        | Châteauneuf                                                                                      | Grande-Rue                                                  | 47° 13′ 08″ nord, 4° 38′ 25″ est                            | « PA00112184 »                                              | Inscrit                                                     | 1970                                                        | Maison du Mouton                                            |
| Maison de Saint-Georges (Châteauneuf)                   | Châteauneuf                                                                                      | Grande-Rue                                                  | 47° 13′ 07″ nord, 4° 38′ 25″ est                            | « PA00112186 »                                              | Inscrit                                                     | 1970                                                        | Maison de Saint-Georges (Châteauneuf)                       |
| Moulin à vent                                           | Châtellenot                                                                                      | Les Tosures                                                 | 47° 14′ 15″ nord, 4° 29′ 02″ est                            | « PA00112187 »                                              | Inscrit                                                     | 1945                                                        | Image manquante Téléverser                                  |
|                                                         | Châtillon-sur-Seine                                                                              | Voir liste des monuments historiques de Châtillon-sur-Seine | Voir liste des monuments historiques de Châtillon-sur-Seine | Voir liste des monuments historiques de Châtillon-sur-Seine | Voir liste des monuments historiques de Châtillon-sur-Seine | Voir liste des monuments historiques de Châtillon-sur-Seine | Voir liste des monuments historiques de Châtillon-sur-Seine |
| Château de Chaudenay                                    | Chaudenay-le-Château                                                                             |                                                             | 47° 10′ 44″ nord, 4° 38′ 46″ est                            | « PA00112208 »                                              | Inscrit                                                     | 1950                                                        | Image manquante Téléverser                                  |
| Église                                                  | La Chaume                                                                                        |                                                             | 47° 52′ 42″ nord, 4° 50′ 23″ est                            | « PA00112209 »                                              | Inscrit                                                     | 1950                                                        | Église                                                      |
| Huilerie de Chaume-lès-Baigneux                         | Chaume-lès-Baigneux                                                                              |                                                             | 47° 38′ 10″ nord, 4° 34′ 38″ est                            | « PA00112210 »                                              | Inscrit                                                     | 1986                                                        | Huilerie de Chaume-lès-Baigneux                             |
| Château de Chazeuil                                     | Chazeuil                                                                                         |                                                             | 47° 33′ 37″ nord, 5° 16′ 10″ est                            | « PA00112211 »                                              | Inscrit                                                     | 1937                                                        | Château de Chazeuil                                         |
| Pressoir des ducs de Bourgogne                          | Chenôve                                                                                          | 8 rue Roger Salengro                                        | 47° 17′ 31″ nord, 5° 00′ 02″ est                            | « PA00112212 »                                              | Inscrit                                                     | 1934                                                        | Pressoir des ducs de Bourgogne                              |
| Château de Chorey-les-Beaune                            | Chorey-les-Beaune                                                                                |                                                             | 47° 02′ 55″ nord, 4° 51′ 53″ est                            | « PA00112213 »                                              | Inscrit                                                     | 1976                                                        | Image manquante Téléverser                                  |
| Château de Lédavrée de Clamerey                         | Clamerey                                                                                         | Lédavrée                                                    | 47° 22′ 47″ nord, 4° 23′ 44″ est                            | « PA00112214 »                                              | Inscrit                                                     | 1928                                                        | Château de Lédavrée de Clamerey                             |
| Croix                                                   | Clamerey                                                                                         | Cimetière                                                   | 47° 23′ 14″ nord, 4° 25′ 36″ est                            | « PA00112215 »                                              | Inscrit                                                     | 1929                                                        | Croix                                                       |
| Église Saint-Cyr-et-Sainte-Julitte                      | Clamerey                                                                                         |                                                             | 47° 23′ 14″ nord, 4° 25′ 37″ est                            | « PA00112216 »                                              | Inscrit                                                     | 1988                                                        | Église Saint-Cyr-et-Sainte-Julitte                          |
| Château de Clomot                                       | Clomot                                                                                           |                                                             | 47° 11′ 18″ nord, 4° 29′ 12″ est                            | « PA00112218 »                                              | Inscrit                                                     | 1928                                                        | Image manquante Téléverser                                  |
| Château du Roussay                                      | Clomot                                                                                           |                                                             | 47° 11′ 34″ nord, 4° 29′ 32″ est                            | « PA00112217 »                                              | Inscrit                                                     | 2023                                                        | Château du Roussay                                          |
| Église                                                  | Clomot                                                                                           |                                                             | 47° 11′ 23″ nord, 4° 29′ 14″ est                            | « PA00112219 »                                              | Inscrit                                                     | 1925                                                        | Image manquante Téléverser                                  |
| Château de Collonges-lès-Bévy                           | Collonges-lès-Bévy                                                                               |                                                             | 47° 10′ 07″ nord, 4° 51′ 11″ est                            | « PA00112220 »                                              | Inscrit                                                     | 1975                                                        | Image manquante Téléverser                                  |
| Abbaye de Saint-Hippolyte                               | Combertault                                                                                      |                                                             | 46° 59′ 37″ nord, 4° 53′ 59″ est                            | « PA00112221 »                                              | Classé                                                      | 1967                                                        | Abbaye de Saint-Hippolyte                                   |
| Château de Commarin                                     | Commarin                                                                                         |                                                             | 47° 15′ 19″ nord, 4° 38′ 55″ est                            | « PA00112222 »                                              | Classé                                                      | 1949                                                        | Château de Commarin                                         |
| Reposoir                                                | Commarin                                                                                         |                                                             | 47° 15′ 28″ nord, 4° 38′ 48″ est                            | « PA00112223 »                                              | Classé                                                      | 1942                                                        | Reposoir                                                    |
| Château de Corcelles-les-Arts                           | Corcelles-les-Arts                                                                               | Rue des Serves                                              | 46° 57′ 05″ nord, 4° 47′ 48″ est                            | « PA00112224 »                                              | Inscrit                                                     | 1976                                                        | Château de Corcelles-les-Arts                               |
| Rucher de la Combe à la Serpent                         | Corcelles-les-Monts                                                                              | La Combe à la Serpent                                       | 47° 18′ 40″ nord, 4° 57′ 31″ est                            | « PA21000044 »                                              | Inscrit                                                     | 2007                                                        | Rucher de la Combe à la Serpent                             |
| Château de Cussigny                                     | Corgoloin                                                                                        |                                                             | 47° 04′ 59″ nord, 4° 56′ 53″ est                            | « PA00112225 »                                              | Inscrit                                                     | 1960 1965                                                   | Image manquante Téléverser                                  |
| Église Saint-Pierre                                     | Corgoloin                                                                                        |                                                             | 47° 05′ 03″ nord, 4° 54′ 52″ est                            | « PA00112226 »                                              | Inscrit                                                     | 1981                                                        | Église Saint-Pierre                                         |
| Château de Moux                                         | Corgoloin                                                                                        | Moux                                                        | 47° 04′ 24″ nord, 4° 57′ 51″ est                            | « PA00112227 »                                              | Inscrit                                                     | 1947                                                        | Château de Moux                                             |
| Maison                                                  | Corpeau                                                                                          | 14 rue de la Montagne                                       | 46° 55′ 38″ nord, 4° 45′ 00″ est                            | « PA00112228 »                                              | Inscrit                                                     | 1977                                                        | Image manquante Téléverser                                  |
| Ancienne station-service du Pont de Paris               | Corpeau                                                                                          | D 906                                                       | 46° 55′ 04″ nord, 4° 45′ 14″ est                            | « PA21000070 »                                              | Inscrit                                                     | 20 juillet 2012                                             | Image manquante Téléverser                                  |
| Croix de la chapelle                                    | Corpoyer-la-Chapelle                                                                             |                                                             | 47° 32′ 35″ nord, 4° 36′ 26″ est                            | « PA00112230 »                                              | Inscrit                                                     | 1925                                                        | Croix de la chapelle                                        |
| Croix de cimetière                                      | Corpoyer-la-Chapelle                                                                             |                                                             | 47° 32′ 35″ nord, 4° 36′ 27″ est                            | « PA00112229 »                                              | Inscrit                                                     | 1925                                                        | Image manquante Téléverser                                  |
| Borne Jean Thomas                                       | Corsaint                                                                                         | Chemin de la Vouhette                                       | 47° 31′ 51″ nord, 4° 11′ 25″ est                            | « PA00112231 »                                              | Classé                                                      | 1944                                                        | Image manquante Téléverser                                  |
| Borne de la voie des Allemands                          | Corsaint                                                                                         |                                                             | 47° 32′ 21″ nord, 4° 10′ 42″ est                            | « PA00112232 »                                              | Classé                                                      | 1944                                                        | Image manquante Téléverser                                  |
| Croix de carrefour                                      | Corsaint                                                                                         | Ménétreux-le-Bas                                            | 47° 32′ 34″ nord, 4° 10′ 03″ est                            | « PA00112233 »                                              | Inscrit                                                     | 1940                                                        | Image manquante Téléverser                                  |
| Croix de cimetière                                      | Couchey                                                                                          |                                                             | 47° 15′ 36″ nord, 4° 58′ 48″ est                            | « PA00112234 »                                              | Classé                                                      | 1883                                                        | Croix de cimetière                                          |
| Église Saint-Germain-d'Auxerre                          | Coulmier-le-Sec                                                                                  |                                                             | 47° 45′ 03″ nord, 4° 29′ 36″ est                            | « PA00112235 »                                              | Classé                                                      | 1941                                                        | Église Saint-Germain-d'Auxerre                              |
| Site de la Fosse                                        | Coulmier-le-Sec                                                                                  |                                                             | 47° 44′ 38″ nord, 4° 30′ 32″ est                            | « PA21000092 »                                              | Inscrit                                                     | 2017                                                        | Image manquante Téléverser                                  |
| Maison des Templiers de Coulmier-le-Sec                 | Coulmier-le-Sec                                                                                  | 7 rue de Villaines                                          | 47° 44′ 59″ nord, 4° 29′ 39″ est                            | « PA00112236 »                                              | Classé                                                      | 1945                                                        | Maison des Templiers de Coulmier-le-Sec                     |
| Menhir de la Grande Borne                               | Coulmier-le-Sec                                                                                  |                                                             | 47° 43′ 22″ nord, 4° 30′ 11″ est                            | « PA00112237 »                                              | Classé                                                      | 1889                                                        | Menhir de la Grande Borne                                   |
| Commanderie d'Épailly                                   | Courban                                                                                          |                                                             | 47° 55′ 50″ nord, 4° 43′ 03″ est                            | « PA00112238 »                                              | Inscrit Classé                                              | 2010                                                        | Commanderie d'Épailly                                       |
| Château de Courcelles-lès-Montbard                      | Courcelles-lès-Montbard                                                                          | Rue Haute Rue de l'Église                                   | 47° 35′ 40″ nord, 4° 23′ 52″ est                            | « PA00112239 »                                              | Classé                                                      | 1992                                                        | Château de Courcelles-lès-Montbard                          |
| Château de Courcelles-lès-Semur                         | Courcelles-lès-Semur                                                                             |                                                             | 47° 27′ 27″ nord, 4° 17′ 47″ est                            | « PA21000019 »                                              | Inscrit                                                     | 1999                                                        | Image manquante Téléverser                                  |
| Croix                                                   | Courcelles-lès-Semur                                                                             | Cimetière Rue de l'Église                                   | 47° 27′ 18″ nord, 4° 17′ 49″ est                            | « PA00112240 »                                              | Inscrit                                                     | 1925                                                        | Croix                                                       |
| Château de Courtivron                                   | Courtivron                                                                                       | Rue Basse                                                   | 47° 32′ 22″ nord, 4° 58′ 07″ est                            | « PA00112241 »                                              | Inscrit                                                     | 1971                                                        | Image manquante Téléverser                                  |
| Château de Créancey                                     | Créancey                                                                                         | Rue du Chêne                                                | 47° 14′ 47″ nord, 4° 35′ 05″ est                            | « PA00112242 »                                              | Inscrit                                                     | 1971                                                        | Château de Créancey                                         |
| Église Saint-Symphorien                                 | Créancey                                                                                         | Rue de l'Église                                             | 47° 14′ 56″ nord, 4° 35′ 10″ est                            | « PA00112243 »                                              | Inscrit                                                     | 1925                                                        | Image manquante Téléverser                                  |
| Abbaye Saint-Vivant                                     | Curtil-Vergy                                                                                     |                                                             | 47° 10′ 19″ nord, 4° 53′ 11″ est                            | « PA00112775 »                                              | Inscrit                                                     | 2018                                                        | Abbaye Saint-Vivant                                         |
| Église                                                  | Cussey-les-Forges                                                                                | Grande Rue                                                  | 47° 38′ 34″ nord, 5° 04′ 44″ est                            | « PA00112245 »                                              | Classé                                                      | 1909                                                        | Église                                                      |
| Colonne romaine de Cussy-la-Colonne                     | Cussy-la-Colonne                                                                                 |                                                             | 47° 02′ 49″ nord, 4° 38′ 31″ est                            | « PA00112244 »                                              | Classé                                                      | 1846                                                        | Colonne romaine de Cussy-la-Colonne                         |
| Église Saint-Pierre                                     | Dampierre-et-Flée                                                                                |                                                             | 47° 28′ 23″ nord, 5° 22′ 09″ est                            | « PA00112246 »                                              | Inscrit                                                     | 1984                                                        | Église Saint-Pierre                                         |
| Église                                                  | Darcey                                                                                           |                                                             | 47° 33′ 05″ nord, 4° 34′ 13″ est                            | « PA00112247 »                                              | Inscrit                                                     | 1947                                                        | Église                                                      |
|                                                         | Dijon                                                                                            | Voir liste des monuments historiques de Dijon               | Voir liste des monuments historiques de Dijon               | Voir liste des monuments historiques de Dijon               | Voir liste des monuments historiques de Dijon               | Voir liste des monuments historiques de Dijon               | Voir liste des monuments historiques de Dijon               |
| Château de Villars                                      | Dompierre-en-Morvan                                                                              | Villars-Dompierre                                           | 47° 23′ 38″ nord, 4° 14′ 45″ est                            | « PA00112439 »                                              | Inscrit                                                     | 1979                                                        | Château de Villars                                          |
| Château de Duesme                                       | Duesme                                                                                           |                                                             | 47° 38′ 32″ nord, 4° 41′ 06″ est                            | « PA21000035 »                                              | Inscrit                                                     | 2006                                                        | Château de Duesme                                           |
| Bornes d'Ébaty                                          | Ébaty                                                                                            |                                                             | 46° 55′ 46″ nord, 4° 47′ 01″ est                            | « PA00112440 »                                              | Classé                                                      | 1925                                                        | Image manquante Téléverser                                  |
| Ferme du Fossé                                          | Échevannes                                                                                       |                                                             | 47° 32′ 25″ nord, 5° 08′ 26″ est                            | « PA00112441 »                                              | Inscrit Classé                                              | 1984 1986                                                   | Image manquante Téléverser                                  |
| Château de Changey                                      | Échevronne                                                                                       |                                                             | 47° 06′ 32″ nord, 4° 50′ 38″ est                            | « PA21000096 »                                              | Inscrit                                                     | 2019                                                        | Image manquante Téléverser                                  |
| Château d'Écutigny                                      | Écutigny                                                                                         |                                                             | 47° 05′ 11″ nord, 4° 37′ 19″ est                            | « PA00112776 »                                              | Inscrit Classé                                              | 1992 1994                                                   | Image manquante Téléverser                                  |
| Château d'Éguilly                                       | Éguilly                                                                                          |                                                             | 47° 18′ 12″ nord, 4° 30′ 15″ est                            | « PA00112442 »                                              | Inscrit Classé                                              | 1993                                                        | Château d'Éguilly                                           |
| Église Saint-Bénigne d'Épagny                           | Épagny                                                                                           | Route de Dijon                                              | 47° 26′ 51″ nord, 5° 03′ 31″ est                            | « PA00112443 »                                              | Inscrit                                                     | 1970                                                        | Église Saint-Bénigne d'Épagny                               |
| Château d'Époisses                                      | Époisses                                                                                         |                                                             | 47° 30′ 27″ nord, 4° 10′ 16″ est                            | « PA00112444 »                                              | Classé                                                      | 1992                                                        | Château d'Époisses                                          |
| Église de la Nativité                                   | Esbarres                                                                                         | Place de l'Église                                           | 47° 05′ 43″ nord, 5° 12′ 59″ est                            | « PA00112445 »                                              | Inscrit                                                     | 1925                                                        | Église de la Nativité                                       |
| Château d'Essarois                                      | Essarois                                                                                         | Rue Saint-Médard                                            | 47° 45′ 16″ nord, 4° 47′ 04″ est                            | « PA00112446 »                                              | Inscrit                                                     | 1947                                                        | Château d'Essarois                                          |
| Ferme de la Pothière                                    | Étalante                                                                                         |                                                             | 47° 38′ 21″ nord, 4° 43′ 27″ est                            | « PA00112447 »                                              | Inscrit                                                     | 1988                                                        | Image manquante Téléverser                                  |
| Pont dit « Pont des Romains »                           | Étrochey Montliot-et-Courcelles Vix                                                              |                                                             | 47° 53′ 38″ nord, 4° 31′ 48″ est                            | « PA21000107 »                                              | Inscrit                                                     | 2021                                                        | Image manquante Téléverser                                  |
| Croix                                                   | Fain-lès-Moutiers                                                                                | Cimetière Rue de l'Église                                   | 47° 35′ 01″ nord, 4° 12′ 43″ est                            | « PA00112448 »                                              | Inscrit                                                     | 1927                                                        | Image manquante Téléverser                                  |
| Église Saint-Martin                                     | Fénay                                                                                            | Rue de la Liberté                                           | 47° 13′ 59″ nord, 5° 03′ 51″ est                            | « PA00112449 »                                              | Inscrit                                                     | 1947                                                        | Église Saint-Martin                                         |
| Fort de Beauregard                                      | Fénay                                                                                            |                                                             | 47° 16′ 05″ nord, 5° 02′ 37″ est                            | « PA21000036 »                                              | Inscrit                                                     | 2006                                                        | Fort de Beauregard                                          |
| Chapelle de Fixey                                       | Fixin                                                                                            | Rue du Docteur Laguesse                                     | 47° 15′ 02″ nord, 4° 58′ 11″ est                            | « PA00112450 »                                              | Classé                                                      | 1912                                                        | Chapelle de Fixey                                           |
| Église Saint-Martin                                     | Fixin                                                                                            |                                                             | 47° 14′ 41″ nord, 4° 58′ 10″ est                            | « PA00112451 »                                              | Inscrit                                                     | 1947                                                        | Église Saint-Martin                                         |
| Manoir de la Perrière                                   | Fixin                                                                                            |                                                             | 47° 14′ 40″ nord, 4° 58′ 02″ est                            | « PA21000003 »                                              | Inscrit Classé                                              | 1996 2000                                                   | Manoir de la Perrière                                       |
| Parc Noisot                                             | Fixin                                                                                            | rue de la Perrière                                          | 47° 14′ 52″ nord, 4° 57′ 13″ est                            | « PA21000109 »                                              | Classé                                                      | 2024                                                        | Image manquante Téléverser                                  |
| Église Saint-Léger                                      | Flammerans                                                                                       | Rue du Four                                                 | 47° 13′ 51″ nord, 5° 26′ 53″ est                            | « PA00112452 »                                              | Inscrit                                                     | 1976                                                        | Image manquante Téléverser                                  |
| Réduit du Mont Afrique                                  | Flavignerot                                                                                      |                                                             | 47° 17′ 10″ nord, 4° 55′ 48″ est                            | « PA21000037 »                                              | Inscrit                                                     | 2006                                                        | Image manquante Téléverser                                  |
| Abbaye Saint-Pierre                                     | Flavigny-sur-Ozerain                                                                             |                                                             | 47° 30′ 41″ nord, 4° 31′ 47″ est                            | « PA00112454 »                                              | Classé                                                      | 2013 2014                                                   | Abbaye Saint-Pierre                                         |
| Camp A de l'armée de César                              | Flavigny-sur-Ozerain                                                                             | Champs de Mincey                                            | 47° 31′ 09″ nord, 4° 30′ 13″ est                            | « PA00112453 »                                              | Classé                                                      | 1979                                                        | Image manquante Téléverser                                  |
| Église Saint-Genest                                     | Flavigny-sur-Ozerain                                                                             |                                                             | 47° 30′ 43″ nord, 4° 31′ 54″ est                            | « PA00112455 »                                              | Classé                                                      | 1840                                                        | Église Saint-Genest                                         |
| Maison                                                  | Flavigny-sur-Ozerain                                                                             | 10 rue Mirabeau                                             | 47° 30′ 42″ nord, 4° 31′ 51″ est                            | « PA00135220 »                                              | Inscrit                                                     | 1995                                                        | Maison                                                      |
| Maison                                                  | Flavigny-sur-Ozerain                                                                             | Rue de Église                                               | 47° 30′ 44″ nord, 4° 31′ 51″ est                            | « PA00112457 »                                              | Inscrit                                                     | 1926                                                        | Maison                                                      |
| Maison Buret                                            | Flavigny-sur-Ozerain                                                                             | Rue de Église                                               | 47° 30′ 44″ nord, 4° 31′ 50″ est                            | « PA00112456 »                                              | Classé                                                      | 1930                                                        | Maison Buret                                                |
| Maison des Écuyers                                      | Flavigny-sur-Ozerain                                                                             | Rue du Four                                                 | 47° 30′ 47″ nord, 4° 31′ 50″ est                            | « PA00112752 »                                              | Inscrit                                                     | 1990                                                        | Maison des Écuyers                                          |
| Porte de ville                                          | Flavigny-sur-Ozerain                                                                             |                                                             | 47° 30′ 38″ nord, 4° 31′ 49″ est                            | « PA00112458 »                                              | Classé                                                      | 1846                                                        | Porte de ville                                              |
| Château de Flée                                         | Flée                                                                                             | Rue des Grumilières                                         | 47° 26′ 11″ nord, 4° 19′ 50″ est                            | « PA00112459 »                                              | Inscrit                                                     | 1983                                                        | Château de Flée                                             |
| Église Saint-Jean-Baptiste                              | Fleurey-sur-Ouche                                                                                | Rue Saint-Jean                                              | 47° 18′ 58″ nord, 4° 51′ 36″ est                            | « PA00112460 »                                              | Inscrit                                                     | 1983                                                        | Église Saint-Jean-Baptiste                                  |
| Manoir de Lezeu                                         | Fleurey-sur-Ouche                                                                                |                                                             | 47° 16′ 34″ nord, 4° 53′ 32″ est                            | « PA00112461 »                                              | Inscrit                                                     | 1928                                                        | Image manquante Téléverser                                  |
| Viaduc de Fain                                          | Fleurey-sur-Ouche également sur Velars-sur-Ouche                                                 |                                                             | 47° 19′ 17″ nord, 4° 53′ 30″ est                            | « PA00112462 »                                              | Inscrit                                                     | 1984                                                        | Viaduc de Fain                                              |
| Château d'Antigny                                       | Foissy                                                                                           | Antigny-le-Château                                          | 47° 07′ 26″ nord, 4° 34′ 25″ est                            | « PA00112058 »                                              | Classé                                                      | 1993                                                        | Château d'Antigny                                           |
| Basilique Saint-Bernard                                 | Fontaine-lès-Dijon                                                                               | Rue Saint-Bernard                                           | 47° 20′ 45″ nord, 5° 00′ 57″ est                            | « PA00112467 »                                              | Inscrit                                                     | 1988                                                        | Basilique Saint-Bernard                                     |
| Église Saint-Bernard                                    | Fontaine-lès-Dijon                                                                               | Rue Saint-Bernard                                           | 47° 20′ 42″ nord, 5° 01′ 00″ est                            | « PA00112468 »                                              | Inscrit                                                     | 1945                                                        | Église Saint-Bernard                                        |
| Château de Fontaine-Française                           | Fontaine-Française                                                                               | R.N. 460                                                    | 47° 31′ 37″ nord, 5° 22′ 07″ est                            | « PA00112465 »                                              | Classé                                                      | 1945 2023                                                   | Château de Fontaine-Française                               |
| Monument de la bataille de Fontaine-Française           | Fontaine-Française                                                                               | R.N. 460                                                    | 47° 42′ 29″ nord, 5° 27′ 32″ est                            | « PA00112466 »                                              | Inscrit                                                     | 1946                                                        | Monument de la bataille de Fontaine-Française               |
| Chapelle-lavoir                                         | Fontaines-en-Duesmois                                                                            | Rue aux Serains                                             | 47° 38′ 57″ nord, 4° 32′ 36″ est                            | « PA00112463 »                                              | Inscrit                                                     | 1950                                                        | Chapelle-lavoir                                             |
| Église Saint-Germain-d'Auxerre                          | Fontaines-en-Duesmois                                                                            | Rue de l'Église                                             | 47° 38′ 57″ nord, 4° 32′ 43″ est                            | « PA00112464 »                                              | Inscrit                                                     | 1927 2006                                                   | Église Saint-Germain-d'Auxerre                              |
| Grange d'Esmorots                                       | Fontaines-en-Duesmois                                                                            | Place du Tilleul Emorots                                    | 47° 38′ 41″ nord, 4° 31′ 02″ est                            | « PA21000052 »                                              | Inscrit                                                     | 2009                                                        | Grange d'Esmorots                                           |
| Église                                                  | Fresnes                                                                                          | Rue de l'Église                                             | 47° 36′ 30″ nord, 4° 26′ 20″ est                            | « PA00112469 »                                              | Inscrit                                                     | 1925                                                        | Image manquante Téléverser                                  |
| Château de Frôlois                                      | Frôlois                                                                                          |                                                             | 47° 31′ 40″ nord, 4° 37′ 53″ est                            | « PA00112470 »                                              | Inscrit                                                     | 1977 1991                                                   | Château de Frôlois                                          |
| Croix                                                   | Frôlois                                                                                          |                                                             | 47° 32′ 01″ nord, 4° 38′ 00″ est                            | « PA00112471 »                                              | Inscrit                                                     | 1925                                                        | Croix                                                       |
| Église Saints-Pierre-et-Paul                            | Frôlois                                                                                          |                                                             | 47° 31′ 41″ nord, 4° 37′ 52″ est                            | « PA00112472 »                                              | Inscrit                                                     | 1925                                                        | Église Saints-Pierre-et-Paul                                |
| Maison                                                  | Frôlois                                                                                          | Hameau de Corpoyer les Moines                               | 47° 31′ 53″ nord, 4° 37′ 18″ est                            | « PA00112473 »                                              | Classé                                                      | 1934                                                        | Maison                                                      |
| Château de Gemeaux                                      | Gemeaux                                                                                          | Rue du Jardin Savetier                                      | 47° 28′ 41″ nord, 5° 08′ 31″ est                            | « PA00112748 »                                              | Inscrit                                                     | 1989                                                        | Image manquante Téléverser                                  |
| Église Notre-Dame-de-l'Assomption                       | Gemeaux                                                                                          | Rue Gemelot                                                 | 47° 28′ 40″ nord, 5° 08′ 18″ est                            | « PA00112474 »                                              | Inscrit                                                     | 1925                                                        | Église Notre-Dame-de-l'Assomption                           |
| Grande Borne                                            | Genay                                                                                            |                                                             | 47° 32′ 26″ nord, 4° 16′ 26″ est                            | « PA00112475 »                                              | Classé                                                      | 1910                                                        | Grande Borne                                                |
| Église Saint-Pierre                                     | Gerland                                                                                          | Rue de la Fourmilière                                       | 47° 05′ 38″ nord, 5° 00′ 25″ est                            | « PA00112476 »                                              | Inscrit                                                     | 1925                                                        | Église Saint-Pierre                                         |
| Château de Gevrey                                       | Gevrey-Chambertin                                                                                | Rue Yves de Poissy                                          | 47° 13′ 46″ nord, 4° 57′ 55″ est                            | « PA00125315 »                                              | Inscrit                                                     | 1993                                                        | Château de Gevrey                                           |
| Domaine Chiffrot                                        | Gevrey-Chambertin                                                                                | 7 rue Gaston Roupnel                                        | 47° 13′ 35″ nord, 4° 58′ 08″ est                            | « PA21000076 »                                              | Inscrit                                                     | 2015                                                        | Domaine Chiffrot                                            |
| Église Saint-Aignan                                     | Gevrey-Chambertin                                                                                | Place de la Cure                                            | 47° 13′ 38″ nord, 4° 57′ 53″ est                            | « PA00112477 »                                              | Inscrit                                                     | 1932                                                        | Église Saint-Aignan                                         |
| Monument aux morts                                      | Gevrey-Chambertin                                                                                | Place du Monument                                           | 47° 13′ 35″ nord, 4° 58′ 19″ est                            | « PA21000084 »                                              | Inscrit                                                     | 2016                                                        | Monument aux morts                                          |
| Château des Abbés de Citeaux                            | Gilly-lès-Cîteaux                                                                                | Place du Château                                            | 47° 10′ 18″ nord, 4° 58′ 53″ est                            | « PA00112478 »                                              | Inscrit                                                     | 1978                                                        | Château des Abbés de Citeaux                                |
| Grange de Saulx                                         | Gilly-lès-Cîteaux                                                                                | 3 rue Jacques de Saulx                                      | 47° 10′ 19″ nord, 4° 58′ 45″ est                            | « PA21000077 »                                              | Inscrit                                                     | 2015                                                        | Image manquante Téléverser                                  |
| Croix de Gissey-sous-Flavigny                           | Gissey-sous-Flavigny                                                                             | Place de la Croix                                           | 47° 30′ 45″ nord, 4° 35′ 22″ est                            | « PA00112480 »                                              | Inscrit                                                     | 1925                                                        | Croix de Gissey-sous-Flavigny                               |
| Église Saint-Martin                                     | Gissey-sous-Flavigny                                                                             |                                                             | 47° 30′ 45″ nord, 4° 35′ 21″ est                            | « PA00112481 »                                              | Inscrit                                                     | 1947                                                        | Église Saint-Martin                                         |
| Tour Marmont                                            | Gissey-sous-Flavigny                                                                             |                                                             | 47° 30′ 46″ nord, 4° 35′ 24″ est                            | « PA00112479 »                                              | Classé                                                      | 1980                                                        | Tour Marmont                                                |
| Église Saint-Antoine                                    | Gomméville                                                                                       |                                                             | 47° 57′ 39″ nord, 4° 29′ 31″ est                            | « PA00112766 »                                              | Inscrit                                                     | 1991                                                        | Église Saint-Antoine                                        |
| Château de Grancey                                      | Grancey-le-Château-Neuvelle                                                                      |                                                             | 47° 40′ 01″ nord, 5° 01′ 34″ est                            | « PA00112482 »                                              | Classé                                                      | 2000                                                        | Château de Grancey                                          |
| Porte de ville                                          | Grancey-le-Château-Neuvelle                                                                      |                                                             | 47° 40′ 11″ nord, 5° 01′ 29″ est                            | « PA00112483 »                                              | Classé                                                      | 1941                                                        | Porte de ville                                              |
| Église Saint-Quentin                                    | Grancey-sur-Ource                                                                                |                                                             | 48° 00′ 24″ nord, 4° 35′ 13″ est                            | « PA00112759 »                                              | Classé                                                      | 1994                                                        | Église Saint-Quentin                                        |
| Castellum 18 de armée de César                          | Grésigny-Sainte-Reine                                                                            | Fontaine au Fer                                             | 47° 33′ 02″ nord, 4° 30′ 45″ est                            | « PA00112484 »                                              | Classé                                                      | 1979                                                        | Image manquante Téléverser                                  |
| Église                                                  | Grésigny-Sainte-Reine                                                                            | Rue de l'Église                                             | 47° 33′ 27″ nord, 4° 30′ 09″ est                            | « PA00112485 »                                              | Inscrit                                                     | 1925                                                        | Église                                                      |
| Calvaire bourguignon de Grignon                         | Grignon                                                                                          | Rue Jean Dampt                                              | 47° 33′ 35″ nord, 4° 24′ 36″ est                            | « PA21000100 »                                              | Inscrit                                                     | 2020                                                        | Calvaire bourguignon de Grignon                             |
| Château des Granges                                     | Grignon                                                                                          | 2 rue de la Potale Les Granges                              | 47° 33′ 28″ nord, 4° 25′ 06″ est                            | « PA00135221 »                                              | Inscrit                                                     | 1995                                                        | Image manquante Téléverser                                  |
| Château de Grignon                                      | Grignon                                                                                          |                                                             | 47° 33′ 39″ nord, 4° 24′ 33″ est                            | « PA00112486 »                                              | Inscrit                                                     | 1976                                                        | Château de Grignon                                          |
| Château d'Orain                                         | Grignon                                                                                          | Rue du Château d'Orain                                      | 47° 33′ 15″ nord, 4° 25′ 16″ est                            | « PA00112487 »                                              | Inscrit                                                     | 1984                                                        | Image manquante Téléverser                                  |
| Église Saint-Jean-Évangéliste de Grignon                | Grignon                                                                                          | Rue Franche                                                 | 47° 33′ 41″ nord, 4° 24′ 38″ est                            | « PA00112488 »                                              | Inscrit                                                     | 1925                                                        | Église Saint-Jean-Évangéliste de Grignon                    |
| Monument aux morts                                      | Grignon                                                                                          | Cimetière                                                   | 47° 33′ 45″ nord, 4° 24′ 39″ est                            | « PA21000085 »                                              | Classé                                                      | 2020                                                        | Monument aux morts                                          |
| Chapelle de Vellemont                                   | Grosbois-en-Montagne                                                                             |                                                             | 47° 19′ 07″ nord, 4° 36′ 31″ est                            | « PA00112767 »                                              | Inscrit                                                     | 1991                                                        | Chapelle de Vellemont                                       |
| Croix                                                   | Grosbois-en-Montagne                                                                             | Rue de l'Église                                             | 47° 19′ 09″ nord, 4° 35′ 45″ est                            | « PA00112489 »                                              | Inscrit                                                     | 1925                                                        | Croix                                                       |
| Église                                                  | Gurgy-le-Château                                                                                 | Rue de l'Église                                             | 47° 49′ 34″ nord, 4° 55′ 38″ est                            | « PA00112490 »                                              | Classé                                                      | 1911                                                        | Église                                                      |
| Croix                                                   | Hauteroche                                                                                       | Rue du Château Rue de la Croix                              | 47° 29′ 59″ nord, 4° 34′ 52″ est                            | « PA00112491 »                                              | Classé                                                      | 1937                                                        | Croix                                                       |
| Fort d'Hauteville                                       | Hauteville-lès-Dijon                                                                             | Rue du Fort                                                 | 47° 22′ 02″ nord, 4° 58′ 47″ est                            | « PA21000038 »                                              | Inscrit                                                     | 2006                                                        | Fort d'Hauteville                                           |
| Hôtel Le-Compasseur-de-Courtivron                       | Is-sur-Tille                                                                                     | 22, 24, 26 rue du Docteur-Brulet                            | 47° 31′ 16″ nord, 5° 06′ 43″ est                            | « PA00112492 »                                              | Inscrit                                                     | 1979                                                        | Image manquante Téléverser                                  |
| Château de Corabœuf                                     | Ivry-en-Montagne                                                                                 |                                                             | 47° 01′ 23″ nord, 4° 38′ 20″ est                            | « PA00112493 »                                              | Inscrit Classé Inscrit                                      | 1989 1999                                                   | Château de Corabœuf                                         |
| Grange de Grissey                                       | Jailly-les-Moulins                                                                               |                                                             | 47° 28′ 31″ nord, 4° 36′ 25″ est                            | « PA00112494 »                                              | Inscrit                                                     | 1970                                                        | Image manquante Téléverser                                  |
| Église Saint-Léger                                      | Jancigny                                                                                         | Route de Talmay                                             | 47° 23′ 01″ nord, 5° 24′ 28″ est                            | « PA00112495 »                                              | Inscrit                                                     | 1970                                                        | Église Saint-Léger                                          |
| Château de Promenois                                    | Jouey                                                                                            | Rue du Château                                              | 47° 10′ 22″ nord, 4° 27′ 45″ est                            | « PA00112496 »                                              | Inscrit                                                     | 1976                                                        | Image manquante Téléverser                                  |
| Château de Jours-lès-Baigneux                           | Jours-lès-Baigneux                                                                               | Derrière le Château                                         | 47° 37′ 51″ nord, 4° 35′ 50″ est                            | « PA00112497 »                                              | Classé                                                      | 1964                                                        | Château de Jours-lès-Baigneux                               |
| Croix                                                   | Juillenay                                                                                        | Grande Rue                                                  | 47° 21′ 36″ nord, 4° 16′ 32″ est                            | « PA00112498 »                                              | Inscrit                                                     | 1929                                                        | Image manquante Téléverser                                  |
| Borne de Labergement-lès-Seurre                         | Labergement-lès-Seurre                                                                           |                                                             | 47° 00′ 49″ nord, 5° 03′ 33″ est                            | « PA00112499 »                                              | Inscrit                                                     | 1970                                                        | Image manquante Téléverser                                  |
| Église Saint-Étienne                                    | Lacanche                                                                                         |                                                             | 47° 04′ 37″ nord, 4° 33′ 46″ est                            | « PA00112771 »                                              | Inscrit Classé                                              | 1991 1994                                                   | Église Saint-Étienne                                        |
| Maison Coste                                            | Lacanche                                                                                         | Grande rue                                                  | 47° 04′ 37″ nord, 4° 33′ 41″ est                            | « PA21000026 »                                              | Inscrit                                                     | 2002                                                        | Maison Coste                                                |
| Chapelle Saint-Martin d’Arcenay                         | Lacour-d’Arcenay                                                                                 |                                                             | 47° 22′ 14″ nord, 4° 14′ 48″ est                            | « PA21000103 »                                              | Inscrit                                                     | 2020                                                        | Image manquante Téléverser                                  |
| Parc du château d’Arcenay                               | Lacour-d’Arcenay                                                                                 | 2 rue de Dompierre-en-Morvan                                | 47° 22′ 06″ nord, 4° 14′ 56″ est                            | « PA21000102 »                                              | Inscrit                                                     | 2020                                                        | Parc du château d’Arcenay                                   |
| Château de Lacour-d'Arcenay                             | Lacour-d'Arcenay                                                                                 |                                                             | 47° 21′ 43″ nord, 4° 15′ 19″ est                            | « PA00125316 »                                              | Inscrit                                                     | 1993                                                        | Château de Lacour-d'Arcenay                                 |
| Chapelle Notre-Dame                                     | Ladoix-Serrigny                                                                                  | Rue de la Chapelle                                          | 47° 04′ 03″ nord, 4° 52′ 18″ est                            | « PA00112500 »                                              | Inscrit                                                     | 1985                                                        | Chapelle Notre-Dame                                         |
| Château de Serrigny                                     | Ladoix-Serrigny                                                                                  | Rue du Château                                              | 47° 03′ 58″ nord, 4° 53′ 05″ est                            | « PA00112780 »                                              | Inscrit                                                     | 1992                                                        | Château de Serrigny                                         |
| Ferme de Neuvelle                                       | Ladoix-Serrigny                                                                                  | Rue des Rossignols                                          | 47° 03′ 49″ nord, 4° 54′ 08″ est                            | « PA00112779 »                                              | Inscrit                                                     | 1992                                                        | Image manquante Téléverser                                  |
| Café des Chiens Blancs                                  | Laignes                                                                                          | Place Victor Gat                                            | 47° 50′ 35″ nord, 4° 21′ 51″ est                            | « PA00135222 »                                              | Inscrit                                                     | 1995                                                        | Café des Chiens Blancs                                      |
| Église Saint-Didier                                     | Laignes                                                                                          | Rue Saint-Pierre                                            | 47° 50′ 30″ nord, 4° 21′ 57″ est                            | « PA00112501 »                                              | Classé                                                      | 1930                                                        | Église Saint-Didier                                         |
| Borne de Lamargele                                      | Lamargelle                                                                                       | Les Côtes du Creux de Pommier                               | 47° 32′ 36″ nord, 4° 48′ 09″ est                            | « PA00112502 »                                              | Classé                                                      | 1971                                                        | Image manquante Téléverser                                  |
| Maison forte des abbés de Saint-Seine                   | Lamargelle                                                                                       | Rue de la Basse-Cour                                        | 47° 31′ 58″ nord, 4° 50′ 28″ est                            | « PA21000004 »                                              | Inscrit                                                     | 1996                                                        | Image manquante Téléverser                                  |
| Chapelle Saint-Louis                                    | Lantenay                                                                                         |                                                             | 47° 20′ 44″ nord, 4° 52′ 05″ est                            | « PA00112503 »                                              | Classé                                                      | 1975                                                        | Chapelle Saint-Louis                                        |
| Château de Lantenay                                     | Lantenay                                                                                         |                                                             | 47° 20′ 36″ nord, 4° 52′ 14″ est                            | « PA00112504 »                                              | Classé Inscrit                                              | 1963 1988                                                   | Château de Lantenay                                         |
| Château de Lantilly                                     | Lantilly                                                                                         |                                                             | 47° 32′ 36″ nord, 4° 22′ 54″ est                            | « PA00112505 »                                              | Inscrit Classé                                              | 1968 1994 1995                                              | Château de Lantilly                                         |
| Château de Larrey                                       | Larrey                                                                                           | Rue du Château                                              | 47° 53′ 10″ nord, 4° 26′ 16″ est                            | « PA00112506 »                                              | Inscrit                                                     | 1972                                                        | Château de Larrey                                           |
| Croix                                                   | Léry                                                                                             | Place de l'Église                                           | 47° 33′ 27″ nord, 4° 50′ 19″ est                            | « PA00112508 »                                              | Inscrit                                                     | 1926                                                        | Croix                                                       |
| Croix                                                   | Léry                                                                                             | cimetière                                                   | 47° 33′ 26″ nord, 4° 50′ 19″ est                            | « PA00112507 »                                              | Inscrit                                                     | 1926                                                        | Croix                                                       |
| Église Saint-Barthélémy                                 | Léry                                                                                             | Rue Saint-Barthélémy                                        | 47° 33′ 26″ nord, 4° 50′ 19″ est                            | « PA00112509 »                                              | Inscrit                                                     | 1976                                                        | Église Saint-Barthélémy                                     |
| Niche-oratoire                                          | Léry                                                                                             | Grande Rue                                                  | 47° 33′ 30″ nord, 4° 50′ 12″ est                            | « PA00112510 »                                              | Inscrit                                                     | 1970                                                        | Niche-oratoire                                              |
| Chartreuse de Lugny (Ancienne chartreuse et église)     | Leuglay                                                                                          |                                                             | 47° 47′ 49″ nord, 4° 50′ 20″ est                            | « PA00125317 »                                              | Inscrit                                                     | 1993                                                        | Image manquante Téléverser                                  |
| Chartreuse de Lugny (Ferme de la Corroirie et chapelle) | Leuglay                                                                                          |                                                             | 47° 47′ 58″ nord, 4° 49′ 45″ est                            | « PA00112511 »                                              | Inscrit                                                     | 1925 1999                                                   | Chartreuse de Lugny(Ferme de la Corroirie et chapelle)      |
| Fontaine                                                | Longchamp                                                                                        | Place de Église                                             | 47° 15′ 39″ nord, 5° 17′ 11″ est                            | « PA00112512 »                                              | Inscrit                                                     | 1971                                                        | Fontaine                                                    |
| Château de Longecourt-en-Plaine                         | Longecourt-en-Plaine                                                                             |                                                             | 47° 11′ 49″ nord, 5° 09′ 10″ est                            | « PA00112513 »                                              | Inscrit                                                     | 1946                                                        | Château de Longecourt-en-Plaine                             |
| Fort de Beauregard                                      | Longvic                                                                                          |                                                             | 47° 16′ 05″ nord, 5° 02′ 37″ est                            | « PA21000039 »                                              | Inscrit                                                     | 2006                                                        | Fort de Beauregard                                          |
| Château de Lusigny-sur-Ouche                            | Lusigny-sur-Ouche                                                                                |                                                             | 47° 05′ 18″ nord, 4° 40′ 26″ est                            | « PA00112514 »                                              | Inscrit Classé                                              | 1943 1945                                                   | Château de Lusigny-sur-Ouche                                |
| Calvaire                                                | Lux                                                                                              | Rue de la Gare Route de Spoy                                | 47° 29′ 18″ nord, 5° 12′ 28″ est                            | « PA00112515 »                                              | Inscrit                                                     | 1945                                                        | Image manquante Téléverser                                  |
| Château de Lux                                          | Lux                                                                                              | Rue de Saulx-Tavanes                                        | 47° 29′ 32″ nord, 5° 12′ 42″ est                            | « PA00112516 »                                              | Inscrit                                                     | 1946                                                        | Château de Lux                                              |